# Chromium OS
Chromium OS（クロミウム・オーエス）は、主にウェブアプリケーションと共に動作するようGoogleにより設計されたLinuxディストリビューションであり、ChromeOSのオープンソース開発バージョンである。このオペレーティングシステムのアーキテクチャは3層で、ファームウェア、システムレベルソフトウェア、そしてウィンドウマネージャから構成される。
Chromium OSのインストール可能で動作するバージョンは、主に有志や企業により作成されダウンロード可能な状態となっている。デバイスの中には主なオペレーティングシステムとしてChromium OSをプリインストールしたものもある。
Googleは2009年の後半に初めてChromium OSのソースコードを公開した。

## アーキテクチャ
予備設計文書によると、Googleはファームウェア、ウェブブラウザおよびウィンドウマネージャ、そしてシステムレベルソフトウェアとユーザーランドサービスから成る3層アーキテクチャを特徴として述べている。
- ファームウェアは、フロッピーディスクドライブのような既にコンピュータ（特にネットブック）では一般的ではないハードウェアに対する厳密な調査をしないことで速いブート時間に貢献する。ファームウェアはブートプロセスにおける各ステップを検証しシステムリカバリーと統合することで、セキュリティでも貢献する[4]。
- システムレベルソフトウェアには、ブートパフォーマンスを改善するようパッチが当てられたLinuxカーネルが含まれる。ユーザーランドソフトウェアは、並行してサービスを起動できるUpstartの管理によって必須のものとして取り込まれ、クラッシュしたジョブを再生産し、さらにより速いブートのためにサービスを延期する[4]。
- ウィンドウマネージャは、他のX Windowマネージャのような複数クライアントウィンドウとのユーザ相互運用を処理する[4]。

## リリース履歴
2010年5月までの間に、開発中であるソースコードのコンパイル済バージョンがインターネットから100万回以上ダウンロードされた。その「Chromium OS Flow」と名付けられた最も人気のあるバージョンは、マンチェスターに住む17歳の大学生であるLiam McLoughlinが「Hexxeh」と名乗り投稿して作られた。McLoughlinのビルドはUSBメモリスティックからブートするもので、Javaプログラミング言語のサポートのようにGoogleエンジニアが未実装な機能を含んでいた。
Googleは趣味に熱中する人が公式リリースより先にChromium OSを使って評価することを予期していなかったとは言え、Googleの製品管理副社長であるSundar Pichaiは、「Hexxehのような人達がすることを見るとびっくりする」と述べた。Pichaiは早期リリースはオープンソース開発による意図せぬ結果であると述べた。「オープンソースプロジェクトにするよう決定した場合、全ての手段を開放する必要がある」
Hexxehの作業は次の年に入っても続いた。Hexxehは2010年12月に「Chromium OS Lime」をアナウンスし、2011年1月に、アプリケーションをjailbreak/root化したGoogle Cr-48「Mario」プロトタイプハードウェア用に設計し汎用的なBIOSをインストールした「Luigi」をリリースした。開発者は2011年3月13日に仮想マシン上でビルドを利用可能となった。Googleからの次期Chromium OSの公式ビルドがなくとも、Hexxehの「Vanilla」が行う毎晩のChromium OSのビルドはChromium OSを試したい人々にとって主要なリソースとなった。Hexxehは2013年4月20日に、Chromium OSのビルドのアップロードを止めた。
Chromium OSのより最近のバージョンは、使い方のガイドラインやヘルプと共に、毎日および毎週のビルドを未だに続けているArnoldthebatから利用可能である。
2011年5月にデルも、約18ヶ月前にリリースされたビルドをフォローアップした、Dell Inspiron Mini 10v netbook用の新しいビルドをリリースした。このビルドはオーディオはサポートしないが、USBドライブからのブートは可能であった。
2012年7月、Chromium Build Kitがリリースされた。これは自動的に開発者のビルドをコンパイルし、USBドライブにChromium OSをインストールする。

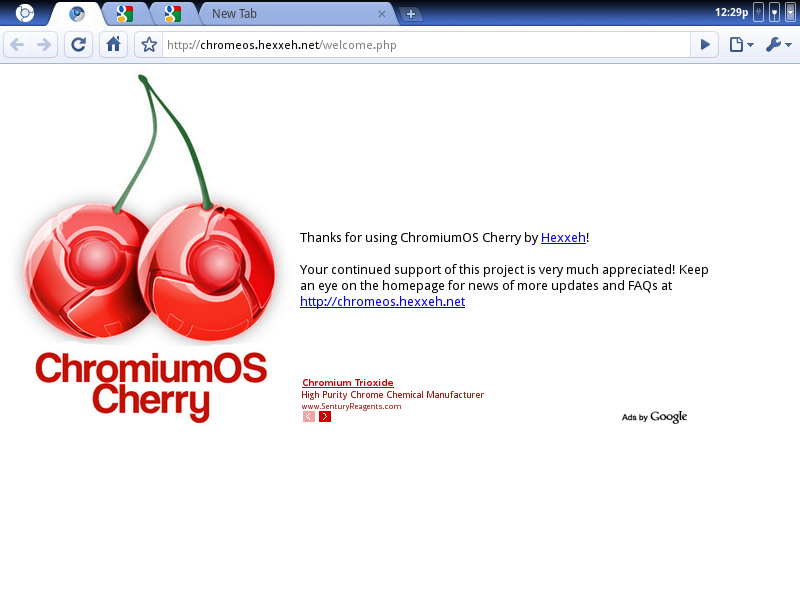
ChromiumOS Cherry 現在におけるFlowの原型。 （2009年12月4日）
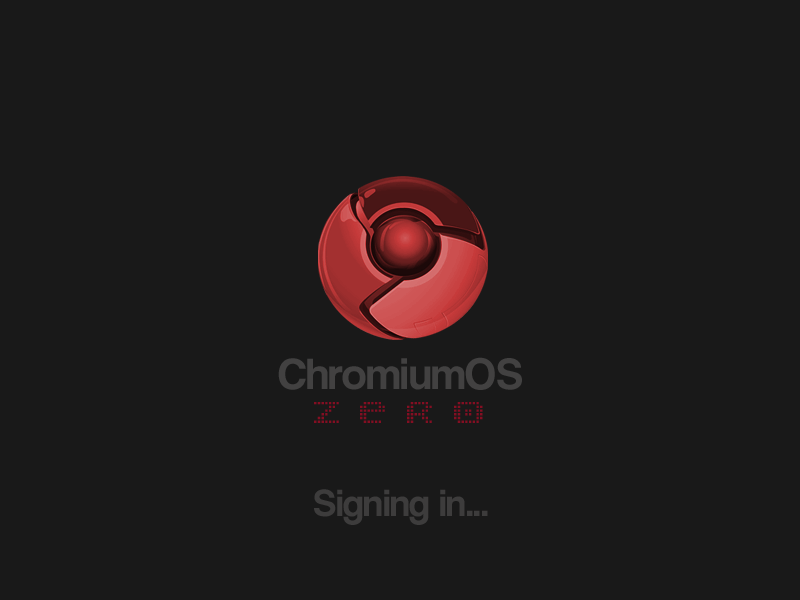
ChromiumOS Zero 「Vanilla」として現在知られる （2009年12月9日）
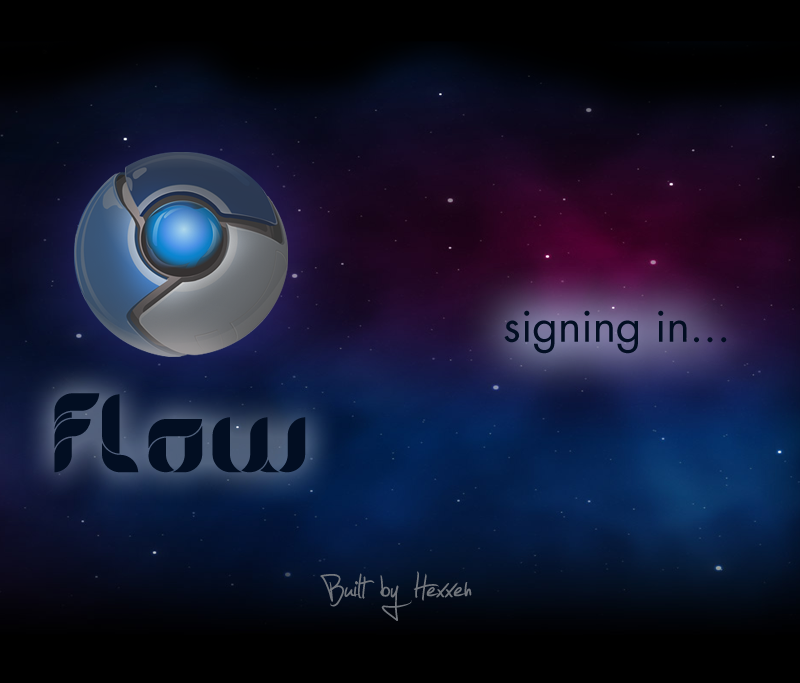
ChromiumOS Flow （2010年2月15日）

## デバイス
デバイスの中にはChromium OSがプリインストールされて出荷されたものもある。これにはオーストラリアの会社であるKogan製のKogan Agora Chromium Laptopや、Xi3 Modular Computer製の、会社名と同じ名前の製品であるXi3 Modular Computerが含まれる。

## 商標紛争
2011年6月、ソルトレイクシティを基盤とするISYS Technologiesが、「Chromium」という名前と、不履行によりChromebookとChromeboxについての権利を要求し、ユタ州地方裁判所にGoogleを訴えた。この訴訟によりChromebookを販売しないようGoogleとそのハードウェア、そしてマーケティングパートナーを阻止しようと試みた。この訴訟は後に却下され、GoogleとISYSとの間における非公開な和解の一環として、ISYSはその商標を維持することを放棄した。